# Болсам-Лейк
Болсам-Лейк (англ. Balsam Lake) — деревня в границах одноимённого города в округе Полк, штат Висконсин, США. Административный центр округа.

## Описание
Деревня находится в центре округа Полк. Площадь её составляет 8,5 км², из которых 3,2 км² (38,2%) занимают открытые водные пространства. Получила своё название в честь одноимённого озера, на берегу которого и располагается.

## История
Поселение получило официальный статус деревни 8 января 1870 года.

## Демография
По данным на 2000 год в Болсам-Лейке проживало 950 человек, составлявших 264 семьи. Расовый состав:
- Белые — 96,0%
- Афроамериканцы — 3,0%
- Азиаты — 0,2%
- Уроженцы Океании или Гавайев — 0,2%
- Две и более расы — 0,6%
- Латиноамериканцы (любой расы) — 0,4%

По оценке 2011 года население деревни ненамного превысило 1000 человек.